# Loxura pita
Loxura pita är en fjärilsart som beskrevs av Thomas Horsfield 1829. Loxura pita ingår i släktet Loxura och familjen juvelvingar. Inga underarter finns listade i Catalogue of Life.